# Charinus eleonorae
Espèce
Charinus eleonorae est une espèce d'amblypyges de la famille des Charinidae.

## Distribution
Cette espèce est endémique du Minas Gerais au Brésil,. Elle se rencontre à Itacarambi dans la grotte Gruta Olhos d'Água.

## Description
Les mâles mesurent de 7,0 à 9,1 mm et les femelles de 7,3 à 8,3 mm.
La carapace du mâle décrit par Miranda, Giupponi, Prendini et Scharff en 2021 mesure 3,44 mm de long sur 4,69 mm et celle des femelles de 3,40 à 3,75 mm de long sur de 4,15 à 5,19 mm .

## Étymologie
Cette espèce est nommée en l'honneur de la biospéléologiste Eleonora Trajano.

## Publication originale
- Baptista & Giupponi, 2003 : « A new troglomorphic Charinus from Minas Gerais State, Brazil (Arachnida: Amblypygi: Charinidae). » Revista Iberica de Aracnologia, vol. 7, p. 79-84 (texte intégral).